# Alois Rozehnal
Alois Rozehnal (28. května 1906 Bystřice pod Hostýnem – 30. dubna 1982 New York) byl český a československý právník, politik Československé strany lidové a poslanec Ústavodárného Národního shromáždění. Po roce 1948 žil v exilu.

## Biografie
Po absolvování gymnázia vystudoval klasickou filologii na Filozofické fakultě Univerzity Karlovy a krátce rovněž studoval románské jazyky na univerzitě v Dijonu. Stal se učitelem klasických jazyků na Arcibiskupském gymnáziu v Praze-Bubenči. Zároveň pokračoval ve vysokoškolském studiu, nyní na právech, kde se specializoval na ústavní právo, hospodářskou a finanční vědu. V roce 1932 získal doktorát práv a působil jako advokát. Po druhé světové válce se habilitoval na Masarykově univerzitě jako odborník na ústavní právo. Specializoval se na problematiku ústavních záruk a pravomocí legislativy, administrativy a soudní moci. K jmenování docentem nedošlo kvůli únorovému převratu.
Angažoval se i politicky. Po roce 1945 vstoupil do lidové strany (v meziválečné době byl členem jiných pravicových stran, které již po válce nebyly obnoveny). V rámci ČSL patřil k pravicovému protikomunistickému křídlu. V parlamentních volbách v roce 1946 byl zvolen poslancem Ústavodárného Národního shromáždění za ČSL. V parlamentu setrval formálně do konce funkčního období, tedy do voleb do Národního shromáždění roku 1948.
Po komunistickém převratu mu hrozilo pronásledování. Odešel proto do emigrace do USA. Zde působil v akademické sféře. Byl členem American Academy of Political and Social Science. Publikoval odborné studie, například Pozemkové reformy v Československé republice (National Committee for a Free Europe 1952; anglicky v New Yorku 1953), Trade Union Movement in Czechoslovakia (New York 1953), Obligatory Deliveries of Agricultural Products (New York 1953) nebo Unfulfilled promises. Social Insurance in Czechoslovakia. V exilu působil i politicky. Již na podzim 1948 byl u vzniku exilové reprezentace lidové strany v Paříži. V roce 1949 se účastnil sjezdu exilové ČSL v Ludwigsburgu, kde převládlo pravicové křídlo odmítající některé aspekty politiky předúnorové ČSL a směřující ke křesťansko-demokratickému pojetí. Sjezd ho pověřil jednáním s mezinárodními organizacemi křesťanských stran.